# شيء يخص الدولة (رواية)
شيء يخص الدولة A Thing of State هي رواية من الأدب السياسي للكاتب الأمريكي ألن دروري نشرت في عام 1995. 
وهي آخر رواية تنشر في حياة المؤلف، وصدرت رواية «رجال العامة» بعد وفاته.

## القصة
تدور الأحداث حول رد وزارة الخارجية الأمريكية على الأزمة في الشرق الأوسط.